# La rosa de Estambul
La rosa de Estambul (título original, Die Rose von Stambul) es una opereta en tres actos con música de Leo Fall y libreto en lengua alemana de Julius Brammer y Alfred Grünwald. Fue estrenada el 2 de diciembre de 1916 en el Theater an der Wien de Viena bajo la dirección musical del compositor con un reparto encabezado por Hubert Marischka, Betty Fischer, Louise Kartousch y Ernst Tautenhayn, representándose continuadamente 422 veces.
La obra fue adaptada a la lengua española por Casimiro Giralt como La rosa de Stambul, estrenándose en el Teatro Doré de Barcelona el 14 de diciembre de 1921. Según el anuncio del estreno publicado en la cartelera del diario barcelonés La vanguardia el elenco de esa primera representación estaba integrado por los siguientes artistas: Sr. Soriano (Kemal Pach), Sra. Romo (Kondja Gul, su hija), Sra. Arellano (Midlli Hamun), Sr. Santa Coloma (Achmed Bey), Sr. Enrique Lacasa (Muller), Sr. Pepe Viñas (Fridolín, su hijo), Srta. Llanos (Destire, señorita de compañía), Sr. Lamos (Guzella, Cerero, Fadma), Sr. Pons (Durlana), Sr. Ferrer (Cubeida, Cerero, Estrella, Bul Bul), Sr. Torre (Djamuleh), Sr. Banquells (El director), Sr. Esquefa (Un groom), Sr. Rodón (Mahomed) y la pareja de baile Cesar y Clauline.

## Argumento

### Acto I
Achmed Bey, hijo de un ministro del gobierno otomano, es un joven brillante educado a la europea que aspira a reformar la sociedad turca aunque que no se atreve a hacer públicas sus ideas bajo su propio nombre para no perjudicar a su padre. Dotado de talento literario y con un perfecto conocimiento de la lengua francesa, Achmed escribe -bajo el seudónimo de André Léry- una novela en la que desarrolla sus ideas y que logra un gran éxito. La joven Kondja Gül sueña con vivir en un mundo más moderno y queda fascinada por las ideas revolucionarias del escritor, al que cree francés. Su padre Kamek Pascha es, en cambio, un tradicionalista que siendo ella niña apalabró su matrimonio con un joven al que no conoce y a quien rechaza ver antes del matrimonio, que no es otro que el mismísimo André Léry. Paralelamente Midili, una amiga de Kondja, inicia una relación con Fridolin, un joven bávaro que debe de casarse rápidamente porque necesita tener un niño si no quiere que su padre pierda un pleito.

### Acto II
La noche de bodas, Kondja confiesa a su marido que se ha casado con él solamente por obedecer el deseo paterno aunque su corazón pertenece al escritor André Léry. Achmed -que está enamorado de Kondja- le revela su secreto: que él es Léry, aunque ella no le cree y le impone una espera de cuatro semanas antes de concederle convertirse de forma efectiva en su esposa.

### Acto III
Kondja llega a un bello hotel suizo en el que Fridolin y Midili están disfrutando de su luna de miel, tras haber conocido que Léry se encuentra también hospedado en el establecimiento. Pero cuando el portero le dice que el escritor ha acudido con su esposa, el corazón de Kondja se aflige. Se presenta el padre de Fridoli que al descubrir que Midili está embarazada estalla de alegría ya que de este modo podrá ganar su causa legal. La única que permanece infeliz es la pobre Kondja; pero aparece Achmed y Kondja se da cuenta de que él y Léry son la misma persona. Todos los sueños se han tornado en realidad y las dos parejas de esposos brindan por el futuro.

## Adaptación en lengua inglesa
La adaptación en lengua inglesa de Die Rose von Stambul, dada a conocer con el título The Rose of Stamboul, contó con música adicional de Sigmund Romberg y libreto de Harold Atteridge. Los tres actos fueron ambientados en el harén de Kemel Pasha, en el palacio de Acmed Bey y en la Riviera.
El estreno tuvo lugar en el Century Theatre de Broadway el 7 de marzo de 1922. El espectáculo, producido por J. J. Shubert, bajó el telón tras 111 representaciones el 10 de junio de 1922. La escenografía estaba firmada por Watson Barratt y los figurines por Charles LeMaire.

## Adaptaciones cinematográficas
- Die Rose von Stambul, dirigida por Felix Basch (1919)
- Die Rose von Stambul, dirigida por Karl Anton (1953)

## Discografía
- Die Rose von Stambul - Münchner Rundfunkorchester/Werner Schmidt-Boelcke/Ado Riegler/Elfie Mayerhofer/Liselotte Schmidt/Rudolf Christ/Kurt Großkurth/Harry Friedauer/Hilde Rehm/Eva Schloderer/Ludwig Bender, 2011 The Art Of Singing
- The Rose of Stambul (en traducción inglesa de Hersh Glagov y Gerald Frantzen) - Chicago Folks Operetta/Kimberly McCord/Alison Kelly/Aaron Benham/Gerald Frantzen/Eric Casady/Khaki Pixely/Robert Morrissey/Julia Tarlo/Nicole Hill/Malia Ropp/Chris Guerra/Josh Prisching/Sarah Bockel/Michelle Buck/John Frantzen/Erich Buchholz, 2013 Naxos
- Die Rose von Stambul - Münchner Rundfunkorchester/Chor des Bayerischen Rundfunks/Matthias Klink/Kristiane Kaiser/Andreas Winkler/Magdalena Hinterdobler/Eleonora Vacchi/Ulf Schirmer, 2020 CPO